# Rot op met je religie
Rot op met je religie was een Nederlands televisieprogramma van de Evangelische Omroep uit januari 2017, gepresenteerd door Kefah Allush. 

## Opzet
In het programma wonen vier gelovigen (twee christenen, een moslim en een jood) en twee atheïsten twee weken samen in hetzelfde huis in Haarlem, terwijl men ondertussen in gesprek dan wel discussie treedt over verschillende godsdiensten, hun opvattingen en praktijken. Hierbij is zowel sprake van wederzijdse religiekritiek als interreligieuze dialoog. De deelnemers gaan ook op reis door Nederland langs onder andere gebedshuizen en een halalslachterij en moeten samen eten koken ondanks hun zeer uiteenlopende ethische opvattingen over voedsel.

## Doel
De EO hoopte met het programma aan te tonen wat religiestress doet met de kandidaten en wat voor effect het heeft op hun opvattingen. Vlak voor de uitzending publiceerde de EO een onderzoek naar religiestress onder Nederlanders, waaruit onder meer bleek dat 93% voorstander is van vrijheid van meningsuiting en 82% voor godsdienstvrijheid, maar bijna de helft vindt dat religie niet in het openbaar uitgedragen moet worden. Eerder al maakte de EO soortgelijke programma's over vluchtelingen (Rot op naar je eigen land, 2015) en milieuproblematiek (Rot op met je milieu, 2016).

## Deelnemers
| Naam   | Levensbeschouwing                |
| ------ | -------------------------------- |
| Jan    | christen (baptist)               |
| Sheila | joods (liberaal joods)           |
| Safeer | moslim (ahmadiyya)               |
| Dineke | christen (hervormd)              |
| Bryan  | atheïst                          |
| Floris | atheïst (vrijdenker en veganist) |

## Receptie
Stichting KijkOnderzoek meldde dat er ongeveer 531.000 mensen naar de eerste aflevering hebben gekeken.

Volgens NRC Handelsblad heeft de EO met het programma beoogd de religiestress expres op te stoken en middels de deelnemerselectie de levensbeschouwingen onevenwichtig vertegenwoordigd: 
De casting wil dat we de redelijkheid vooral bij de vier gelovige deelnemers moeten zoeken (...). Zelfs tussen de twee niet-gelovigen onderling botert het niet, want de een is veganist en de ander vindt dat politiek-correcte bullshit. Kortom: de religiestress is in de eerste aflevering nog niet erg eerlijk verdeeld tussen de aanhangers van God en degenen die het bestaan van sprookjesfiguur god ontkennen.
Ook de Volkskrant stelde na drie afleveringen vast dat "de EO er alles aan doet om de pleuris uit te laten breken. Leven en laten leven is er niet bij." Net als bij de eerdere Rot op-programma's zou het weer gaan "om de confrontatie, het verhitte gesprek en wellicht de ijdele hoop op verzoening." Daarbij constateerde men dat de felste ongelovige, Floris van den Berg, "vooralsnog het minst sympathiek uit de montage rolt." Met betrekking tot de voorbeschouwing van de vierde aflevering, waarin Safeer ongemak toont bij het ontmoeten van moslimhomo Gazi Duran, gaf de krant het volgende commentaar: "Iemand keek naar de aankondiging en zag dat het niet goed was. Stre-hess!"
Een recensent van ThePostOnline was het oneens met de montagekritiek van de Volkskrant-recensent: "Media selecteren per definitie het aansprekende." 'Enerverende televisie' is juist interessant, vooral om te ontdekken 'wie levenskunst en tolerantie het beste begrijpt'. Naar zijn mening bracht atheïst en veganist Floris, "wiens stemverheffing jegens de gelovige medemens als legendarisch de Nederlandse tv-geschiedenis in kan gaan" en daarin zou lijken op Pim Fortuyn, het daar het slechtst van af, gevolgd door imam Safeer, terwijl de sympathie voor atheïst Bryan gedurende de reeks groeit en jodin Sheila deze altijd al had. Voorts zou de EO een gebrek aan humor hebben en in het programma maar weinig 'let it be' voorkomen.